# Leioproctus rufoaeneus
Leioproctus rufoaeneus är en biart som först beskrevs av Heinrich Friese 1924.  Leioproctus rufoaeneus ingår i släktet Leioproctus och familjen korttungebin. Inga underarter finns listade i Catalogue of Life.